# Parkway-South Sacramento (Kalifornija)
Parkway-South Sacramento je naseljeno područje za statističke svrhe u američkoj saveznoj državi Kalifornija. Prema popisu stanovništva iz 2010. u njemu je živjelo. stanovnika.